# Epidendrum neudeckeri
Epidendrum neudeckeri är en orkidéart som beskrevs av Dodson och Eric Hágsater. Epidendrum neudeckeri ingår i släktet Epidendrum och familjen orkidéer.
Artens utbredningsområde är Ecuador. Inga underarter finns listade i Catalogue of Life.